# Киселёвский сельский совет (Белозёрский район)
Киселёвский сельский совет (укр. Киселівська сільська рада) — входит в состав
Белозёрского района
Херсонской области
Украины.
Административный центр сельского совета находится в 
с. Киселёвка
.

## История
- 1859 — дата образования.

## Населённые пункты совета
- с. Киселёвка
- с. Барвинок
- с. Зеленый Гай
- с. Клапая